# De Brak
De Brak is een ronde stenen stellingmolen die zich bevindt te Sluis en als korenmolen is ingericht.
Hoewel de stad Sluis in de 15e eeuw wel zeven windmolens telde zijn de meeste daarvan gesloopt. De laatste twee, beide houten standerdmolens, in 1926 en 1937. Gebleven is De Brak, genoemd naar een hondenras, die gebouwd is in 1739 en zich op een 2,5 m hoge molenbelt bevindt. Het was de eerste stenen molen van Sluis.

## Geschiedenis
In 1933 werd de molen stilgezet maar werd het malen op de begane grond voortgezet met een oliemotor. Op 31 oktober 1944 brandde de molen af ten gevolge van oorlogshandelingen. In 1950 werd hij echter hersteld. Op de begane grond kwam een elektrische maalderij, die echter in 1964 buiten bedrijf werd gesteld. Sindsdien is er een horeca-inrichting in gevestigd.

## Inrichting
Op de bovenverdiepingen bevindt zich een werkende maalinrichting met twee koppel 17der (150 cm) maalstenen, die regelmatig door vrijwillige molenaars wordt gebruikt. Ook is er een elektrisch aangedreven buil aanwezig en een eveneens elektrisch aangedreven mengketel. Het luiwerk van De Brak is een sleepluiwerk.
Belangwekkend aan deze molen is de prachtige gevelsteen boven de deur, waarop een hond is afgebeeld en het jaartal van de stichting alsmede de namen van de stichters worden vermeld in een golvende tekst.
Hoewel de directe omgeving van de molen enigszins commercieel aandoet is de landschappelijke waarde van de molen hoog.
De molen is van Pasen tot eind oktober vrijwel dagelijks te bezichtigen; kaartjes zijn in de tegen de molen aan gebouwde souvenirwinkel te verkrijgen.

## Foto's

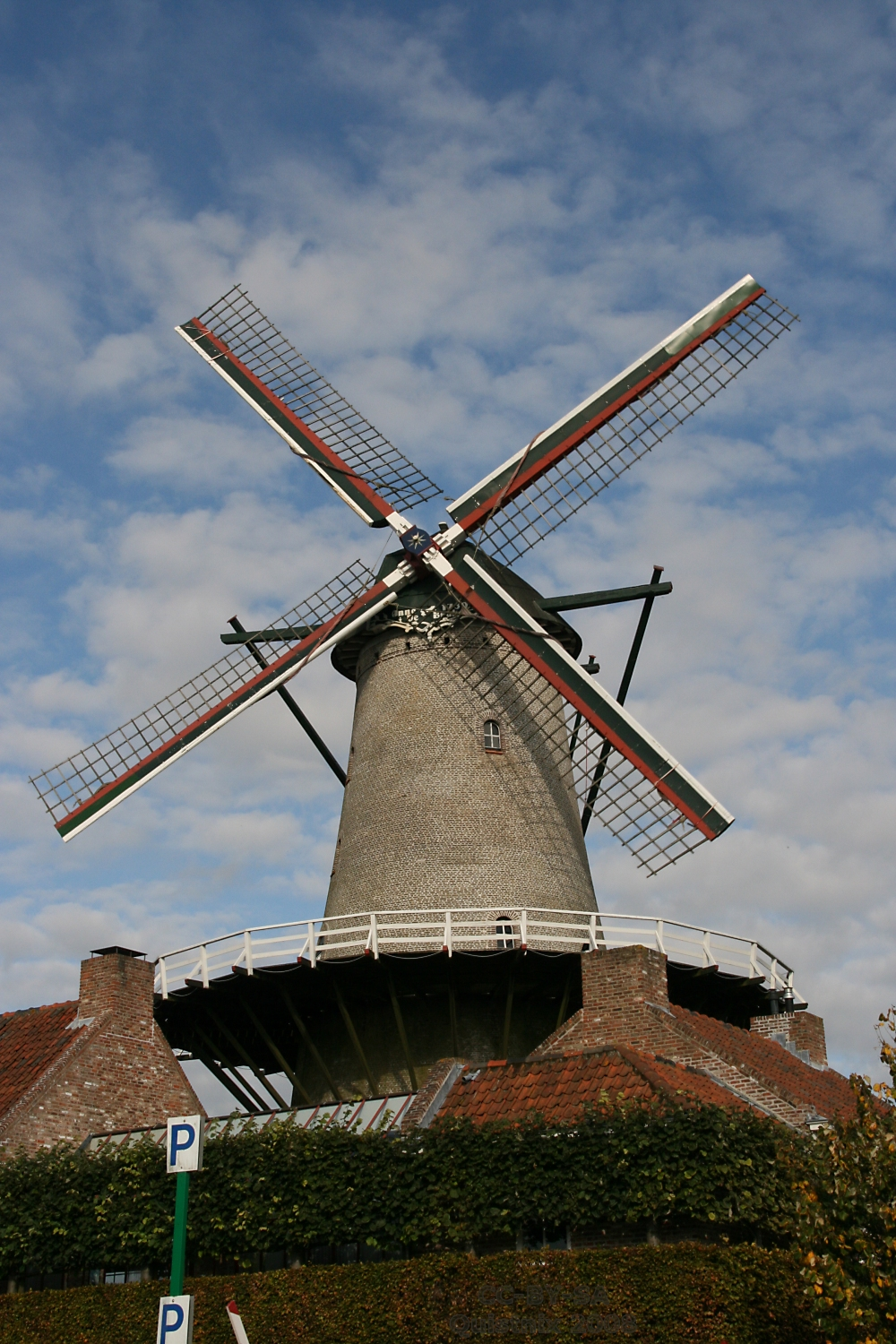
De molen, gezien vanaf de parkeerplaats
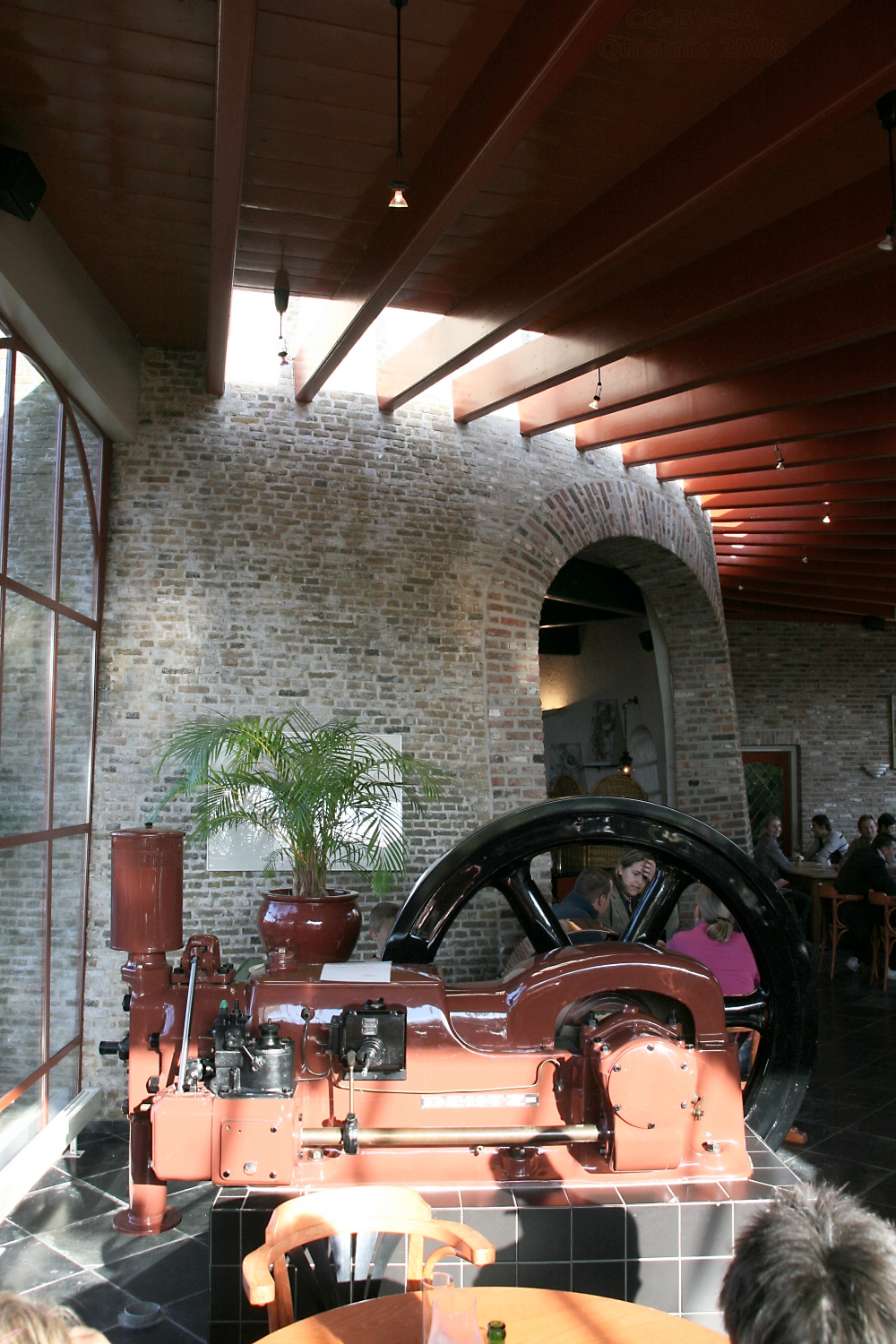
De brasserie is aan de molen aangebouwd
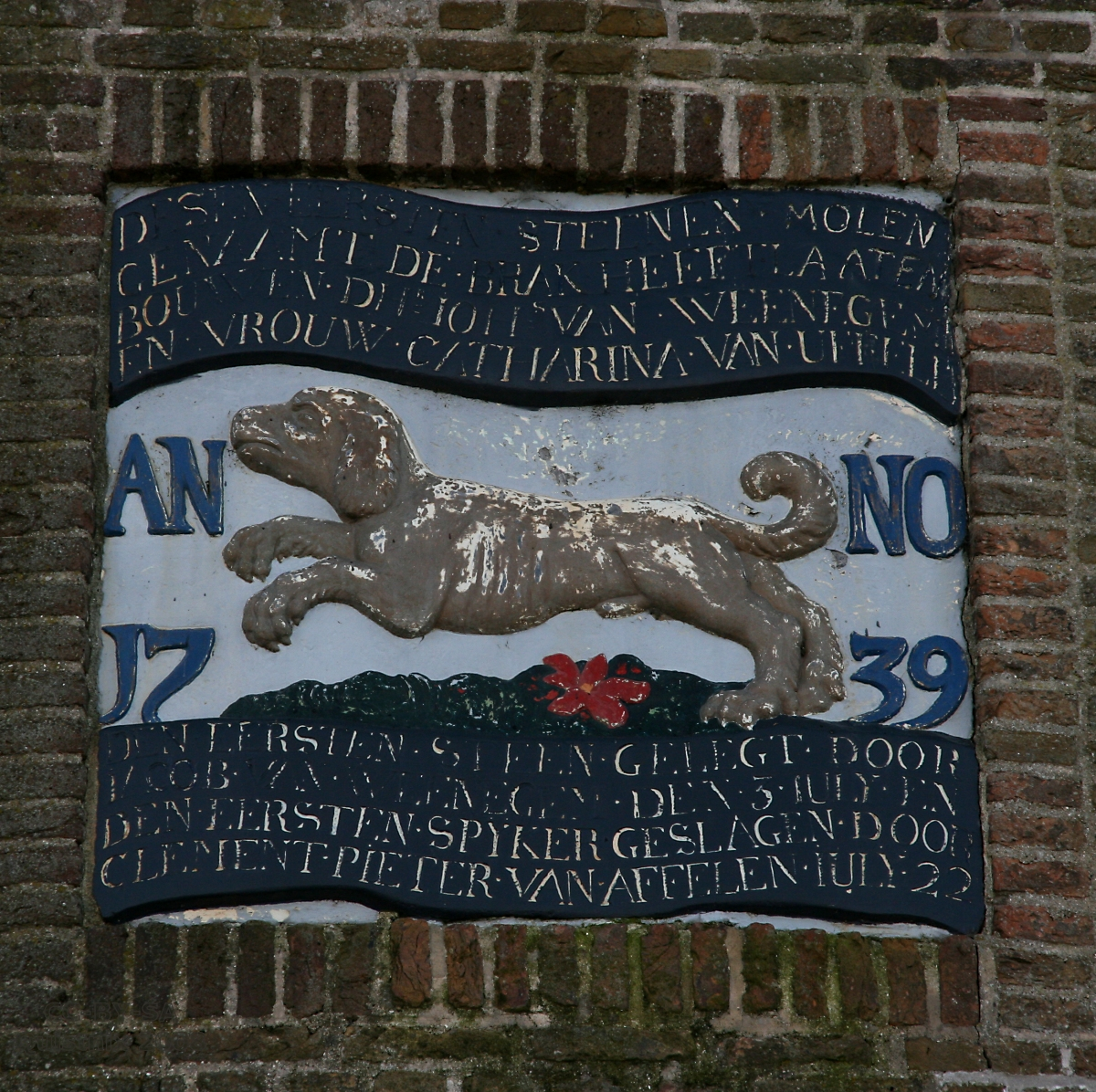
Gevelsteen met afbeelding van het hondenras waarnaar de molen is vernoemd
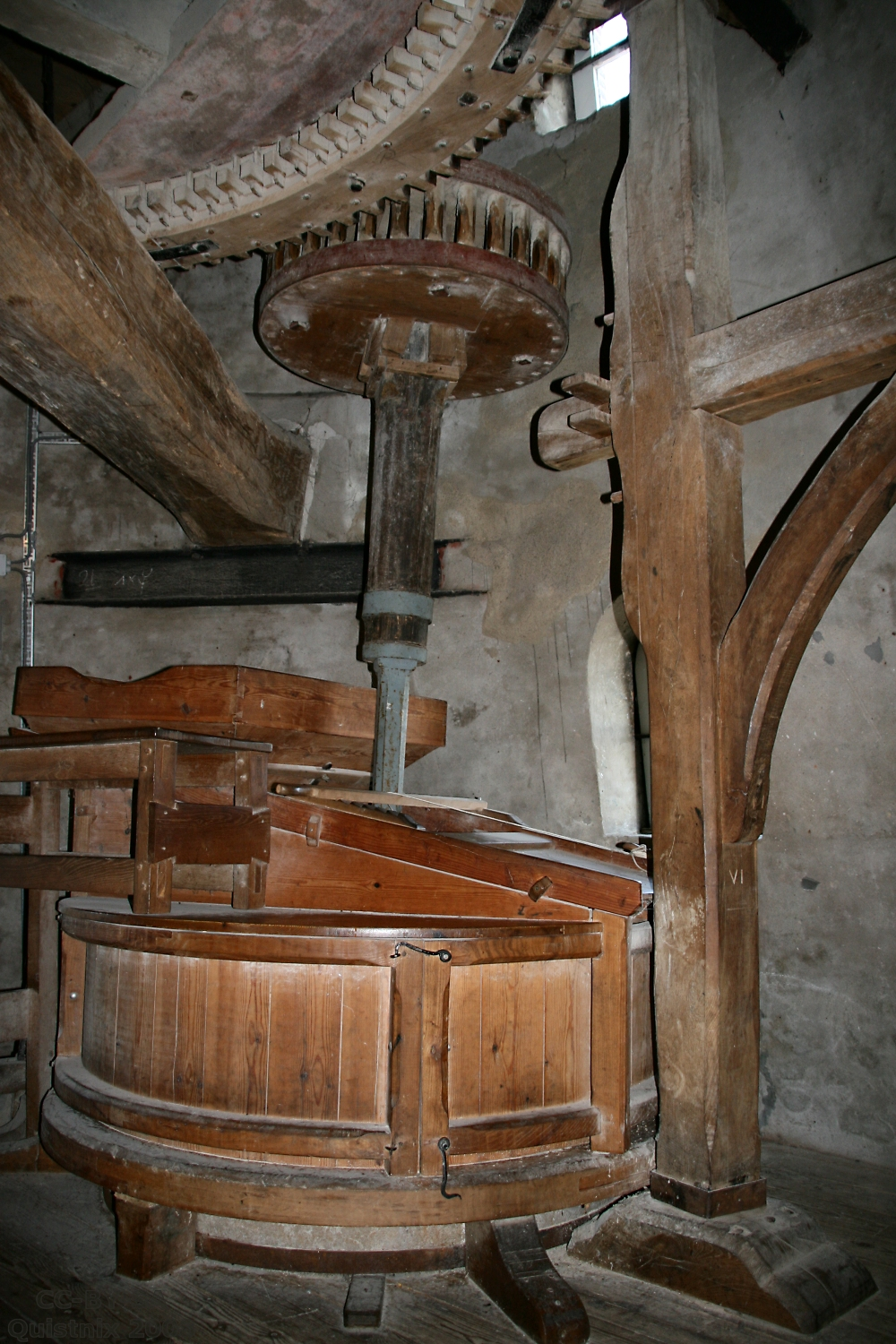
Steenzolder van De Brak